# Contea di Todd (Kentucky)
La contea di Todd in inglese Todd County è una contea dello Stato del Kentucky, negli Stati Uniti. La popolazione al censimento del 2000 era di 11 971 abitanti. Il capoluogo di contea è Elkton

## Città principali
- Allensville
- Elkton (capoluogo)
- Guthrie
- Trenton